# والت بوند
والت بوند (بالإنجليزية: Walt Bond)‏ هو لاعب كرة قاعدة أمريكي، ولد في 19 أكتوبر 1937 في Denmark, Tennessee ‏ في الولايات المتحدة، وتوفي في 14 سبتمبر 1967 في هيوستن في الولايات المتحدة بسبب ابيضاض الدم.

## وصلات خارجية
- والت بوند على موقع دوري كرة القاعدة الرئيسي (الإنجليزية)
- والت بوند على موقعبيزبول رفرنس.كوم (الدوري الرئيسي) (الإنجليزية)
- والت بوند على موقعبيزبول رفرنس.كوم (الدوري الثانوي) (الإنجليزية)
- والت بوند على موقع إي إس بي إن.كوم (أم.أل.بي) (الإنجليزية)
- والت بوند على موقع مشجعي الرسوم البيانية (الإنجليزية)